# Thomas A. Szlezák

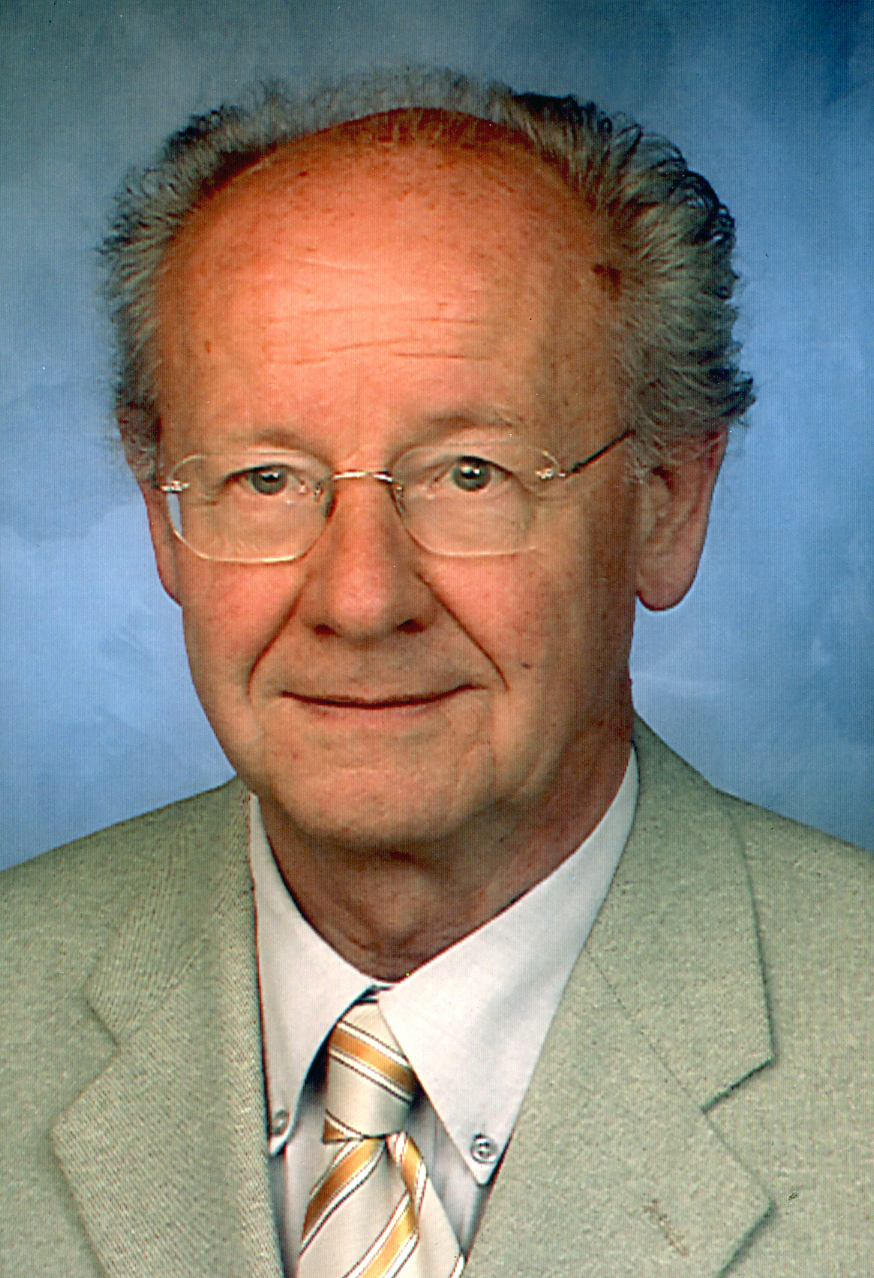
Thomas A. Szlezák (2007)

Thomas Alexander Szlezák (* 12. Juli 1940 in Budapest; † 18. Oktober 2023) war ein deutscher Klassischer Philologe. Er war Lehrstuhlinhaber für Griechische Philologie und Direktor des Platon-Archivs der Eberhard Karls Universität Tübingen. Als kooptierter Professor war er auch Mitglied der Philosophischen Fakultät. Über die Fachkreise hinaus bekannt wurde er durch seine Einführung in die Platonische Philosophie Platon lesen, die in zahlreiche Sprachen übersetzt wurde.

## Leben
Thomas A. Szlezák studierte von 1959 bis 1967 Klassische Philologie, Philosophie und Geschichte an den Universitäten Erlangen, München und Tübingen. An der Technischen Universität Berlin wurde er promoviert. Seine Dissertation behandelte einen Bereich der spätantiken Aristoteleskommentierung. Von 1975 bis 1976 war er Fellow am Center for Hellenic Studies der Harvard University. Er habilitierte sich 1976 an der Universität Zürich mit der Schrift Platon und Aristoteles in der Nuslehre Plotins. Darin wurde Plotins Methode der philosophischen Exegese der Werke Platons und Aristoteles erstmals einer systematisch durchgeführten philologischen Analyse unterzogen. Danach folgte eine mehrjährige Forschungs- und Lehrtätigkeit als Privatdozent in Zürich.
1983 wurde Szlezák auf den Lehrstuhl für Klassische Philologie an der Julius-Maximilians-Universität Würzburg berufen. Sein Werk Platon und die Schriftlichkeit der Philosophie erschien 1985. Sein erfolgreichstes Buch ist das zuerst in Italien veröffentlichte Come leggere Platone (dt. Platon lesen), das inzwischen in 17 Sprachen vorliegt. Szlezák war 1989 Gründungsmitglied der International Plato Society, dann bis zum turnusmäßigen Ausscheiden sechs Jahre in deren Exekutiv-Komitee und von 1991 bis 2007 im Herausgebergremium, dem Editorial Board der International Plato Studies. Er lehrte ab 1990 an der Universität Tübingen in der Fakultät für Kulturwissenschaften. Dort hatte er den Lehrstuhl für Griechische Philologie II inne. Als Gräzist wurde er von der Philosophischen Fakultät kooptiert. 2003 konnte er sein 40-jähriges Dienstjubiläum feiern, die Emeritierung Szlezáks erfolgte 2006.

## Forschung und Lehre
Einer der Forschungsschwerpunkte Szlezáks ist Platons ungeschriebene Lehre. Platon hatte seine veröffentlichten Dialoge als Spiel bezeichnet. Sein Schüler Aristoteles hatte ausdrücklich behauptet, dass es neben den veröffentlichten Schriften Platons noch eine ungeschriebene Lehre gegeben habe. In der zweiten Hälfte des 20. Jahrhunderts war diese Frage das zentrale Thema der Forschung zur älteren Philosophiegeschichte. Mit Wolfgang Schadewaldt hatte die Altphilologie in Tübingen einen ihrer prominentesten Vertreter dieses Jahrhunderts. Aus dem Kreis seiner Schüler gingen auch für die Philosophie bedeutende Impulse aus, die zur sogenannten Tübinger Platonschule führten. Thomas A. Szlezák hat diese Interpretationsrichtung als Nachfolger Konrad Gaisers unmittelbar weitergeführt.
In Platon und die Schriftlichkeit der Philosophie zeigt er, dass die platonischen Schriften keine autarken Werke sind, sondern vielmehr der Ergänzung durch Platons mündliche Lehre bedürfen. Er belegt, dass Platons Dialoge selbst auf die ungeschriebene Prinzipienlehre verweisen:
- Aussparungsstellen: Zu der Struktur der Dialoge gehört die klar bezeichnete Aussparung des Komplexes der Prinzipientheorie.
- Figurenkonzeption: Der jeweilige Gesprächsführer ist als Dialektiker dem Gespräch stets weit voraus, könnte also noch mehr und Prinzipielleres einbringen.

Damit erledigt sich nach Auffassung Szlezáks der früher beliebte Versuch, die Existenz der Dialoge gegen die ungeschriebene Lehre auszuspielen.
Von dem Mailänder Philosophen Giovanni Reale wurde Szlezák gebeten, ein einführendes Buch zu der einbändigen italienischen Ausgabe von Platon zu schreiben. Es sollte sich nicht nur an Fachleute richten, sondern für alle an Platon und seiner Philosophie Interessierten lesbar sein. Szlezák war davon zunächst nicht angetan, aber der Hartnäckigkeit Reales ist es zu verdanken, dass Come leggere Platone dann doch verfasst wurde. Das Buch ist ein völlig unerwarteter Erfolg geworden. Szlezák verteidigt darin den Interpretationsansatz der Tübinger Schule und entwickelt ihn weiter. Das Buch wurde in viele europäische sowie in die fernöstlichen Sprachen Koreanisch, Japanisch und Chinesisch übersetzt.
Andere Forschungsschwerpunkte Szlezáks waren die griechische Tragödie des 5. Jahrhunderts v. Chr. sowie die Metaphysik des Aristoteles. Auch dazu veröffentlichte er eine Reihe von Aufsätzen und Rezensionen, zur Aristotelischen Metaphysik legte er eine eigene Übersetzung vor.
Szlezák sieht den Erfolg der antiken griechischen Kultur in ihrer Tendenz zum Überschreiten der eigenen Grenzen. Diese setzte sie in den Stand, sich ohne die Regie staatlicher, wirtschaftlicher oder kirchlicher Organisationsmacht zu behaupten. Im Athen des fünften Jahrhunderts sei jene Form des Politischen entstanden, welche die Entwicklung unseres kritischen, säkularen und liberalen Blicks auf den Staat erst ermöglicht habe. Das moderne Europa verdanke seine Vorstellungen von Literatur, Philosophie, Geschichtsschreibung, politischer Analyse und Freiheit letztlich den alten Griechen.

„In der Philosophie wird also das geistige Europa so wenig von den Griechen jemals loskommen wie in der Literaturbetrachtung, der Geschichts- und Politik-Auffassung und in seinem Glauben an das Individuum – zum Glück für Europa, denn ohne den Anspruch, der in den damit gegebenen Grundhaltungen, Wertungen und Postulaten liegt, würde es die politisch-moralische Berechtigung verlieren, die Weltkultur von morgen maßgeblich mitzugestalten.“

## Ehrungen und Mitgliedschaften
- Gründungsmitglied der International Plato Society
- Ehrenbürger der Stadt Syrakus, Sizilien
- Profesor Honorario der Päpstlichen Katholischen Universität von Peru
- korrespondierendes Mitglied der Braunschweigischen Wissenschaftlichen Gesellschaft.

## Veröffentlichungen
- Pseudo-Archytas über die Kategorien. Texte zur griechischen Aristoteles-Exegese (= Peripatoi. Band 4). De Gruyter, Berlin/New York 1972, ISBN 3-11-003676-2.
- Platon und Aristoteles in der Nus-Lehre Plotins. Schwabe, Basel/Stuttgart 1979, ISBN 3-7965-0724-7.
- Platon und die Schriftlichkeit der Philosophie. Interpretationen zu den frühen und mittleren Dialogen. De Gruyter, Berlin/New York 1985, ISBN 3-11-010272-2.
- Platon lesen (= Legenda. Band 1). frommann-holzboog, Stuttgart 1993, ISBN 3-7728-1578-2 (französische Übersetzung 1996; englische Übersetzung 1999; ungarische Übersetzung 2000; bulgarische Übersetzung 2002; chinesische Übersetzung 2009).
- Die Idee des Guten in Platons Politeia. Beobachtungen zu den mittleren Büchern (= Lecturae Platonis. Nummer 3). Academia-Verlag, Sankt Augustin 2003, ISBN 3-89665-189-7.
- Aristoteles, Metaphysik. Übersetzt und eingeleitet. Akademie-Verlag, Berlin 2003, ISBN 3-05-003879-9.
- Platon und die Schriftlichkeit der Philosophie. Teil 2: Das Bild des Dialektikers in Platons späten Dialogen. De Gruyter, Berlin/New York 2004, ISBN 3-11-018178-9.
- Was Europa den Griechen verdankt. Von den Grundlagen unserer Kultur in der griechischen Antike. Mohr Siebeck/UTB, Tübingen 2010, ISBN 978-3-16-149493-2 (griechische Übersetzung 2012; serbische Übersetzung 2012; tschechische Übersetzung 2014).
- Homer oder Die Geburt der abendländischen Dichtung. C. H. Beck, München 2012, ISBN 978-3-406-63729-2 (ungarische Übersetzung 2016).
- Aufsätze zur griechischen Literatur und Philosophie (= International Plato studies. Band 39). Academia, Baden-Baden 2019, ISBN 978-3-89665-745-9.
- Platon: Meisterdenker der Antike. C. H. Beck, München 2021, ISBN 978-3-406-76528-5 (2., durchgesehene Auflage, ebenda 2021; tschechische Übersetzung 2023).